# Юконская пивоваренная компания
Юконская пивоваренная компания (англ. Yukon Brewing Company) — пивоваренное предприятие, расположенное в Уайтхорсе, Юкон, Канада; торговая марка, принадлежащая компании Chilkoot Brewing Co.
Совладельцами компании являются Боб Бакстер и Алан Хансен. В среднем в Yukon Brewing работает около 10 сотрудников.
Компания также продаёт свою продукцию в Альберте, Британской Колумбии, Северо-Западных территориях и позже в Квебеке и Аляске — изначально планировалось как можно быстрее вывезти пиво с Юкона из-за малочисленности его населения в то время.
Yukon Gold считается самым продаваемым разливным пивом на Юконе.

## История
При выходе на американский рынок Chilkoot Brewing Company Ltd. столкнулась с проблемами торговой марки и решила назвать себя Cheechako Brewing Company. Однако в 1999 году название изменилось на Yukon Brewing Company.
В сентябре 2009 года пивоваренный завод Yukon Red получил награду «Лучшее канадское пиво года» на церемонии награждения Canadian Brewing Awards 2009, заняв первое место в категории «Янтарный эль».
В 2009 году нормативные изменения на Юконе, где расположена пивоварня, разрешили дистилляцию. Yukon Brewing Company производила дистилляцию и разливала в бочки то, что стало односолодовым виски. Он продаётся под торговой маркой Two Brewers.